# Diócesis de Mexicali
La diócesis de Mexicali (en latín: Dioecesis Mexicalensis) es una circunscripción eclesiástica de la Iglesia católica en México. Se trata de una diócesis latina, sufragánea de la arquidiócesis de Tijuana. Desde el 11 de septiembre de 2023 su obispo electo es Enrique Sánchez Martínez.

## Territorio y organización
La diócesis tiene 50 616 km² y extiende su jurisdicción sobre los fieles católicos de rito latino residentes en el municipio de Mexicali en el estado de Baja California y los municipios de General Plutarco Elías Calles, Puerto Peñasco y San Luis Río Colorado en el estado de Sonora.
La sede de la diócesis se encuentra en la ciudad de Mexicali, en donde se halla la Catedral de Nuestra Señora de Guadalupe.
En 2021 en la diócesis existían 60 parroquias agrupadas en 11 decanatos y estos en 3 zonas pastorales.

## Historia
La diócesis fue erigida el 25 de marzo de 1966 con la bula Qui secum del papa Pablo VI, obteniendo el territorio de la arquidiócesis de Hermosillo y de la diócesis de Tijuana (hoy arquidiócesis). Originalmente fue sufragánea de la arquidiócesis de Hermosillo.
El 4 de marzo de 1967, con la carta apostólica Quasi amica, el papa Pablo VI proclamó a la Santísima Virgen María de Loreto como patrona principal de la diócesis.
El 25 de noviembre de 2006 ingresó a la provincia eclesiástica de Baja California, como sufragánea de la arquidiócesis de Tijuana.
El 26 de enero de 2007 cedió una porción de su territorio para la erección de la diócesis de Ensenada mediante la bula Venerabiles Fratres del papa Benedicto XVI.

## Estadísticas
Según el Anuario Pontificio 2022 la diócesis tenía a fines de 2021 un total de 1 122 900 fieles bautizados.
| Año                                                                             | Población            | Población | Población      | Sacerdotes | Sacerdotes    | Sacerdotes    | Bautizados por sacerdote | Diáconos permanentes | Religiosos | Religiosos | Parroquias |
| Año                                                                             | Bautizados católicos | Total     | % de católicos | Total      | Clero secular | Clero regular | Bautizados por sacerdote | Diáconos permanentes | Varones    | Mujeres    | Parroquias |
| ------------------------------------------------------------------------------- | -------------------- | --------- | -------------- | ---------- | ------------- | ------------- | ------------------------ | -------------------- | ---------- | ---------- | ---------- |
| 1966                                                                            | ?                    | 383 467   | ?              | 28         | 11            | 17            | ?                        |                      |            |            | 10         |
| 1970                                                                            | 600 000              | 656 700   | 91.4           | 47         | 35            | 12            | 12 765                   |                      | 14         | 163        | 24         |
| 1976                                                                            | 685 620              | 761 831   | 90.0           | 50         | 31            | 19            | 13 712                   |                      | 27         | 150        | 32         |
| 1980                                                                            | 719 178              | 900 000   | 79.9           | 58         | 33            | 25            | 12 399                   |                      | 33         | 177        | 33         |
| 1990                                                                            | 1 349 000            | 1 622 000 | 83.2           | 84         | 60            | 24            | 16 059                   |                      | 28         | 155        | 41         |
| 1999                                                                            | 1 286 455            | 1 524 249 | 84.4           | 115        | 88            | 27            | 11 186                   |                      | 50         | 152        | 43         |
| 2000                                                                            | 1 376 455            | 1 618 150 | 85.1           | 109        | 87            | 22            | 12 628                   | 1                    | 51         | 151        | 49         |
| 2001                                                                            | 1 085 082            | 1 379 525 | 78.7           | 123        | 96            | 27            | 8821                     | 1                    | 45         | 150        | 49         |
| 2002                                                                            | 1 181 907            | 1 521 984 | 77.7           | 128        | 101           | 27            | 9233                     | 1                    | 45         | 156        | 49         |
| 2003                                                                            | 1 245 558            | 1 516 845 | 82.1           | 140        | 112           | 28            | 8896                     | 1                    | 71         | 144        | 49         |
| 2004                                                                            | 1 317 533            | 1 705 001 | 77.3           | 121        | 100           | 21            | 10 888                   | 1                    | 59         | 139        | 51         |
| 2013                                                                            | 1 170 316            | 1 440 000 | 81.3           | 163        | 147           | 16            | 7179                     | 2                    | 32         | 141        | 55         |
| 2016                                                                            | 1 120 270            | 1 590 580 | 70.4           | 184        | 167           | 17            | 6088                     | 2                    | 35         | 139        | 57         |
| 2019                                                                            | 1 230 840            | 1 735 650 | 70.9           | 188        | 170           | 18            | 6547                     | 3                    | 29         | 139        | 58         |
| 2021                                                                            | 1 122 900            | 1 660 921 | 67.6           | 182        | 166           | 16            | 6169                     | 3                    | 38         | 109        | 60         |
| Fuente: Catholic-Hierarchy, que a su vez toma los datos del Anuario Pontificio. |                      |           |                |            |               |               |                          |                      |            |            |            |

## Episcopologio
- Manuel Pérez-Gil y González † (18 de julio de 1966-30 de marzo de 1984 nombrado obispo de Tlalnepantla)
- José Ulises Macías Salcedo (14 de junio de 1984-20 de agosto de 1996 nombrado obispo de Hermosillo)
- José Isidro Guerrero Macías † (31 de mayo de 1997-23 de febrero de 2022 falleció)
  - Francisco Moreno Barrón,[5] desde el 23 de febrero de 2022 (administrador apostólico)
- Enrique Sánchez Martínez, desde el 11 de septiembre de 2023